# Baumweite
Die Baumweite ist ein Begriff aus der Graphentheorie. Sie sagt aus, wie "baum-ähnlich" ein Graph ist. Da viele Algorithmen auf Bäumen effizient laufen, die dies auf allgemeinen Graphen nicht tun, ist es interessant, die Baumweite und eine zugehörige minimale Baumzerlegung eines Graphen zu kennen. Ein verwandter Begriff ist die Pfadweite.
Der Begriff wurde 1972 von Umberto Bertelè und Francesco Brioschi eingeführt, unabhängig von Rudolf Halin 1976 und erneut unabhängig von Neil Robertson und Paul Seymour 1984.

## Formale Definition
Eine Baumzerlegung eines Graphen
{\displaystyle G=(V,E)} ist ein Paar
{\displaystyle (X,T)}, wobei
{\displaystyle T=(I,F)} ein Baum und
{\displaystyle X=\{X_{i}~|~i\in I\}} eine Familie von Untermengen der Knotenmenge
{\displaystyle V} des Graphen ist, sodass gelten:
- {\displaystyle \bigcup _{i\in I}X_{i}=V}.
- Für alle Kanten {\displaystyle \{v,w\}\in E} gibt es ein {\displaystyle i\in I} mit {\displaystyle v,w\in X_{i}}.
- Für alle {\displaystyle i,j,k\in I} gilt: wenn {\displaystyle j} auf dem Pfad von {\displaystyle i} zu  {\displaystyle k} in {\displaystyle T} ist, dann {\displaystyle X_{i}\cap X_{k}\subseteq X_{j}}.

Die Weite der Baumzerlegung {\displaystyle (X,T)} von {\displaystyle G} ist definiert als {\displaystyle \max _{i\in I}|X_{i}|-1} und die Baumweite eines Graphen {\displaystyle G} ist definiert als die kleinste Weite aller möglichen Baumzerlegungen von {\displaystyle G}.
Die Subtraktion von 1 in dieser Definition bewirkt, dass Bäume (und Wälder) die Baumweite 1 haben.
Ohne diese Subtraktion hätten nur Graphen ohne Kanten die Baumweite 1.

### Erläuterung
Wir verteilen die Knoten von G auf Taschen (Englisch: buckets oder bags), die in einem Baum angeordnet sind, wobei folgende Regeln gelten:
- Jeder Knoten aus {\displaystyle V} ist in mindestens einer Tasche.
- Die beiden Endknoten jeder Kante sind zusammen in mindestens einer Tasche.
- Für jeden Knoten {\displaystyle v} bilden die Taschen, die {\displaystyle v} enthalten, einen zusammenhängenden Teilbaum.

## Eigenschaften

### Komplexität
Das Entscheidungsproblem, ob für einen gegebenen Graphen G und eine gegebene Variable k die Baumweite von G höchstens k ist, ist NP-vollständig. Graphen mit einer von einer Konstanten k beschränkten Baumweite lassen sich jedoch in linearer Zeit erkennen. Die Laufzeit dieses Algorithmus hängt linear von der Anzahl der Knoten von G und exponentiell von k ab.

### Schranken
Es gelten folgende Schranken für Baumweiten:
- Jeder Baum mit mindestens 2 Knoten hat eine Baumweite von genau 1.
- Jeder Kreisgraph mit mindestens 3 Knoten hat eine Baumweite von genau 2.
- Ein Graph ohne Kanten (darunter also auch ein Baum mit 1 Knoten) hat eine Baumweite von genau 0.
- Serien-Parallel-Graphen haben eine Baumweite von höchstens 2.
- Halingraphen haben eine Baumweite von höchstens 3.
- Die Baumweite planarer Graphen ist nicht durch eine Konstante nach oben beschränkt. Dies wird deutlich am Beispiel der {\displaystyle (n\times n)}-Gittergraphen. Diese besitzen eine Baumweite von {\displaystyle n}. Die Baumweite von planaren Graphen mit {\displaystyle n} Knoten ist aber durch {\displaystyle 3,\!182\cdot {\sqrt {n}}} beschränkt.[6]
- Die Baumweite eines Graphen ist mindestens so groß wie seine größte Clique minus 1.